# Alain Blazevic
Alain Blazevic, auch Alain Blažević, (* 1970 in Wiesbaden) ist ein deutsch-kroatischer Schauspieler.

## Leben
Alain Blažević wurde als Sohn kroatischer Eltern in Deutschland geboren. Sein Vater besaß ein Bauunternehmen; die Mutter führte ein Restaurant. Die Familie stammt aus Stobreč, einem Vorort von Split, wo Blažević auch die frühen Jahre seiner Kindheit verbrachte. Er hat zwei jüngere Geschwister. Im Alter von fünf Jahren kehrte er mit seinen Eltern nach Deutschland zurück. Er wuchs zweisprachig (Deutsch/Kroatisch) in Wiesbaden auf, wo er auch zur Schule ging und auch sein Abitur machte. Er studierte dann kurzzeitig Rechtswissenschaft an der Ludwig-Maximilians-Universität München (LMU) in München, entschied sich dann jedoch für die Schauspielerei, nachdem er Lee Strasbergs Buch über Method Acting gelesen hatte.
Er ging nach New York City, wo er sich am Lee Strasberg Theatre and Film Institute einschrieb und von 1993 bis 1995 u. a. bei Hedy Sontag seine Schauspielausbildung in einem Vollzeitprogramm absolvierte. Von 1997 bis 1999 absolvierte er außerdem ein Aufbaustudium an der Neighborhood Playhouse School of Theatre, wo er u. a. Meisterklassen bei Richard Pinter besuchte und das Handwerk der Meisner-Technik erlernte. Um seinen Lebensunterhalt zu verdienen, arbeitete er als Model, als Verkäufer für pflanzliche Produkte, als Maler, als Türsteher in Nachtclubs und als Barmann, Kellner und Restaurantmanager. Zwischen 1997 und 2000 spielte er an verschiedenen Off-Theatern in New York und Los Angeles, wirkte in einigen Low-Budget-Filmen mit und begann als Drehbuchautor und Ghostwriter für die Filmindustrie in Hollywood zu arbeiten.
Nach mehr als 12 Jahren, in denen er in New York und Los Angeles lebte, kehrte Blažević Anfang/Mitte der 2000er Jahre nach Europa zurück, wo er sich in Berlin niederließ und weiter als Drehbuchautor tätig war. Sein Drehbuch Nachtrevue erhielt 2005 einen Förderpreis der FFA. Nach mehreren Jahren in Berlin ging Blažević, auf der Suche nach seinen Wurzeln, zurück in seine Heimat Kroatien, wo er bald Rollen in kroatischen Fernsehproduktionen erhielt. 2008 hatte einen Gastauftritt als Offizier Dietrich in einer Episode der kroatischen Fernsehserie Der Stolz der Ratkajevs (Ponosa Ratkajevih). Anschließend übernahm er die durchgehende Rolle des Bösewichts David Hermann in der kroatischen Seifenoper Zabranjena ljubav (Verbotene Liebe). Daraufhin erhielt er die durchgehende Rolle des Dr. Robert Schmit in der kroatischen Telenovela Sve će biti dobro, in der er 2008–2009 zu sehen war. 
Anschließend arbeitete Blažević verstärkt für den europäischen Markt; insbesondere war er in der Folgezeit mehrfach in deutschsprachigen Film- und Fernsehproduktionen zu sehen. Im Kinofilm Max Schmeling (2009) verkörperte er den tschechischen Filmregisseur und Schauspieler Karel Lamač. Im Münsteraner Tatort: Zwischen den Ohren (Erstausstrahlung: September 2011) spielte er Walter Petri, den Vater einer intersexuellen Tochter. In dem deutschen Fernsehfilm Unterwegs mit Elsa (2014) spielte er, an der Seite von Michaela May, den charmanten kroatischen Reisebürobesitzer Milan Baric. Im März 2014 war er in der ZDF-Krimiserie SOKO München in einer Episodenrolle zu sehen; er spielte Goran Baric, den Vater und Manager eines kroatisch-türkischen Jungfußballers. 
Blažević wirkte auch in verschiedenen europäischen Film- und Fernsehproduktionen mit. Er drehte, neben Kroatisch und Deutsch, auch in Russisch und Polnisch. Außerdem wirkte er in über 70 internationalen Werbespots mit, u. a. für die Kosmetikmarke Old Spice.
Blažević hat Wohnsitze in Berlin, Split und in den Vereinigten Staaten. Er ist seit 2006 mit seiner Ehefrau Elica Blazevic verheiratet. Seit 2014 ist Paris sein Hauptwohnsitz.

## Filmografie (Auswahl)
- 1992: Bram Stoker’s Dracula (Dracula; Kinofilm, USA)
- 2008: Zakon ljubavi (Fernsehserie, Kroatien)
- 2008: Ponos Ratkajevih (Der Stolz der Ratkajevs; Fernsehserie, Kroatien)
- 2008–2009: Sve će biti dobro (Fernsehserie, Kroatien)
- 2008–2011: Zabranjena Ljubav (Verbotene Liebe; Fernsehserie, Kroatien)
- 2009: Max Schmeling (Kinofilm, Deutschland)
- 2010: Tatort: Zwischen den Ohren (Fernsehreihe, Deutschland)
- 2011: Larin izbor (Fernsehserie, Kroatien)
- 2011: Die Stein: Neues altes Glück (Fernsehserie, Deutschland)
- 2011: Happy! (Kurzfilm)
- 2013–2016: Nyukhach (The Sniffer; Fernsehserie, Ukraine/Russland)
- 2014: Unterwegs mit Elsa (Fernsehfilm, Deutschland)
- 2014: SOKO München: Scheiß Schiri (Fernsehserie, Deutschland)
- 2015: Full Contact (Kinofilm; Niederlande/Kroatien)
- 2016: Kud puklo da puklo (Fernsehserie, Kroatien)
- 2017: Renegades – Mission of Honor (Kinofilm; Frankreich/Deutschland)
- 2019: Spides (Fernsehserie, USA/Deutschland)
- 2020: Tribes Of Europe (Fernsehserie, USA/Deutschland)